# 8½
8½ (italiensk: Otto e Mezzo) er en film fra 1963, skrevet og instrueret af den italienske instruktør Federico Fellini. Den regnes af mange filmkritikere blandt de bedste film nogensinde; i en afstemning blandt filminstruktører, lavet af British Film Institute, blev 8½ valgt som den 3. bedste film nogensinde. Den blev filmet i sort-hvid af Gianni di Venanzo og har et lydspor af Nino Rota.

## Plot
Filmen omhandler en italiensk filminstruktør, Guido Anselmi (Marcello Mastroianni), som lider af skriveblokering. Han skal instruere en science fiction film men har mistet interessen midt i sine ægteskabelige problemer. Mens Anselmi kæmper halvhjertet med at få færdiggjort filmen, dykker en række flashbacks og drømme ind i hans hukommelse og fantasier.

## Priser
Filmen vandt 2 Oscars for bedste fremmedsprogede film og bedste kostumer (sort-hvid) og blev yderligere nomineret til bedste instruktør, bedste originale manuskript og bedste scenografi (sort-hvid).
Filmen vandt samtlige syv priser den var nomineret til ved det Italienske nationale konsortium af filmjounalister  og filmen vandt topprisen ved Filmfestivalen i Moskva.
8½ er nummer tre på magasinet Sight & Sounds liste over "Top 10 instruktører" og nummer ni på "Anmeldernes Top 10" fra 2002. 